# Zandalee
Zandalee è un film di Sam Pillsbury del 1991.

## Trama
Zandalee è la giovane proprietaria di una boutique a New Orleans. Il suo matrimonio con il poeta Thierry Martin è in una fase difficile, a causa della mancanza di passione di lui. La giovane ha bisogno di esplorare, mentre Thierry è diventato sempre più distante e impotente. Dopo la morte del padre, ha rilevato l'attività di radiocomunicazione da questi fondata, venendone assorbito a tempo pieno ed essendo costretto ad abbandonare la poesia. Col passare del tempo, Thierry deve vendere l'attività, rimanendo in azienda come vicepresidente. È emotivamente alla deriva, mentre i suoi sogni lasciano il posto alla disillusione.
Johnny Collins, un vecchio amico di infanzia di Thierry e un aspirante ma relativamente fallito pittore, racimola un posto di lavoro, necessario per sostenere la propria attività artistica, proprio nell'azienda del suo vecchio amico. Oltre a questo, vende cocaina per conto di uno spacciatore locale di nome Pepè. Thierry e Johnny hanno modo di incontrarsi nuovamente in occasione di un addio al celibato. Dopo la festa, Thierry porta Johnny a casa sua per fare una sorpresa a sua nonna Tatta e per presentargli sua moglie Zandalee. Johnny è immediatamente folgorato dal fascino represso e dalla conturbante bellezza della donna. Cogliendo al volo l'opportunità di frequentare con assiduità la loro abitazione, Johnny si offre di dipingere il ritratto di Thierry.
La sera in cui il dipinto viene completato Johnny, sapendo di non avere più una scusa per tornare e avvertendo che la frustrazione e l'insoddisfazione di Zandalee hanno ormai raggiunto un punto di non ritorno, decide di fare la sua prima mossa. Mentre Thierry e Tatta non sono presenti, mette la donna con le spalle al muro, baciandola con violenza. Sessualmente insoddisfatta, Zandalee non riesce a resistere alla travolgente passionalità del nuovo venuto e si lascia irretire dalle sue avances. I loro incontri sessuali iniziano ad intensificarsi e a verificarsi in vari luoghi: il loro primo amplesso amoroso, irruento e appassionato, in un viottolo nascosto, sotto il temporale; nell'atelier di Johnny; a casa Martin, sopra la lavatrice, mentre Thierry e altri ospiti stanno cenando. Thierry inizia presto a sospettare che i due abbiano una relazione.
Nel frattempo, Zandalee inizia a sentirsi in colpa per il modo in cui sta lentamente abbandonando suo marito alla propria deriva esistenziale. Si reca nell'atelier di Johnny quando questi non è presente, ascolta numerose registrazioni di voci femminili che la sconcertano perché testimoniano dei suoi impenitenti modi libertini, imbratta il suo letto di vernice rossa e si allontana via furente. Johnny capisce che Zandalee le sta sfuggendo di mano; decide allora di fronteggiarla nella chiesa dove questa è solita recarsi, chiedendole espressamente di lasciare suo marito e di fuggire via con lui. Zandalee si oppone con forza: sa benissimo che così facendo Thierry ne morirebbe. Johnny non ci sta e la possiede nel confessionale; profondamente scossa dall'accadimento, Zandalee decide di troncare immediatamente la loro relazione. Johnny però è ossessionato, e non intende lasciar andare via la sua preda. 
Zandalee e Thierry si impegnano nuovamente l'uno con l'altro: decidono così di trascorrere una giornata di relax nelle paludi del Bayou, nel tentativo estremo di ricucire il loro rapporto. Johnny, venuto a sapere da Thierry di questa loro decisione, decide di pedinarli. Dopo che la sua improvvida apparizione sancisce con sicurezza il fatto che era proprio Johnny ad avere una relazione con Zandalee, Thierry diventa irrequieto, si ubriaca, tira fuori una pistola, li minaccia, quindi li obbliga a salire sul motoscafo. Durante il giro, a causa dell'elevata velocità e della guida sconsiderata, Thierry cade dalla barca e annega, rifiutandosi di essere salvato sia dalla moglie che da Johnny, tuffatisi in acqua per salvarlo. 
Zandalee e Johnny rimangono sconvolti dalla morte di Thierry e iniziano a isolarsi: la donna fa jogging per lunghi periodi, mentre il pittore cerca di convogliare la rabbia sull'espressività artistica dei propri dipinti, diventando al contempo sempre più autodistruttivo. Dopo aver mancato la sua ultima opportunità di vendita, Johnny, in preda a un raptus di rabbia, imbratta e lacera le tele che aveva ultimato, distrugge l'atelier e si versa addosso vernice nera. Infine, consuma parte della cocaina che dovrebbe vendere, il che lo mette ancora più nei guai con il suo fornitore di quanto già non fosse.
In preda alla disperazione, Johnny si reca da Zandalee, nella vana speranza di poter riannodare la loro relazione, ma lei rimane emotivamente distante. Cerca allora di allontanarsi da lui, ma Johnny la segue a distanza ravvicinata. Lungo il percorso, in prossimità della chiesa, viene riconosciuto da Pepè, il quale tira fuori una pistola e si prepara a esplodere il colpo; Zandalee si accorge di quello che sta succedendo, si para davanti a Johnny facendo scudo con il proprio corpo e viene colpita in pieno petto, morendo sull'istante. 
Mentre lo spacciatore fugge, Johnny rimane in ginocchio a cullare Zandalee. Quindi si alza e, sorreggendo con le braccia il suo corpo esanime, si dirige verso la chiesa.

## Produzione
La produzione del film è stata sussidiata dai finanziamenti della Blaylock & Reynhold Production

## Distribuzione
È stato distribuito commercialmente, a livello internazionale, da CTV International, Artisan Home Entertainment, Astro Distribution e Elephant Films. In Italia il film è stato distribuito dalla piccola casa di distribuzione Chance Film, ma fu trasmesso in prima visione TV il 9 aprile 2021 sul circuito nazionale 7 Gold.